# Green Vehicles
Green Vehicles – amerykański producent elektrycznych samochodów z siedzibą w Salinas działający w latach 2008–2011.

## Historia
Przedsiębiorstwo Green Vehicles zostało założone przez byłych prowadzących punkt dealerski firmy ZAP w kalifornijskim mieście Los Gatos, za cel obierając rozwój samochodów elektrycznych. Początkowo firma skłaniała się ku współpracy z chińskim Hafei, w 2009 roku prezentując elektrycznego mikrovana o nazwie Moose. W momencie prezentacji firma zakładała zbudowanie 22 egzemplarzy dla nabywców w Kalifornii w swojej fabryce w San Jose, jednak ostatecznie zbudowano tylko kilka prototypów opartych na różnych modelach z rodziny modelowej Minyi.
W styczniu 2010 roku Green Vehicles przedstawiło własnej konstrukcji prototyp trójkołowego samochodu elektrycznego o nazwie Triac, planując uruchomienie jego produkcji w październiku tego samego roku. Roczny wolumen produkcji miał wynosić według wstępnych założeń ok. tysiąca sztuk. Złożone plany przedsiębiorstwa na drugą dekadę XXI wieku pokrzyżowało bankructwo firmy, która z powodu braku środków na dalsze funkcjonowanie ogłosiła zarzucenie wszelkich planów w lipcu 2011 roku.

## Modele samochodów

### Studyjne
- Moose (2008)
- Triac (2010)